# 青年棋士選手権戦
青年棋士選手権戦（せいねんきしせんしゅけんせん）は、日本棋院の囲碁の若手棋戦。1948年から54年まで7期行われた。
四〜三段による第一部と、二〜初段による第二部のトーナメント戦で行われ、決勝は一番勝負。コミは無し。

## 歴代優勝者と決勝戦（第一部）
（左が優勝者）
1. 1948年 藤沢秀行 - 曲励起
2. 1949年 武田博愛 - 梶為和
3. 1950年 加納嘉徳 - 児玉国夫
4. 1951年 田中三七一 - 本田寿子
5. 1952年 桑原宗久 - 大平修三
6. 1953年 大平修三 - 橋本誼
7. 1954年 武田博愛 - 筒井勝美